# Épannelage
L'épannelage, en sculpture et ornementation architecturale, est l'opération qui consiste à éliminer la pierre ou le bois excédant au profil que l'on désire révéler par une succession logique de taille et de traçage. En matière d'urbanisme, l'épannelage désigne la forme simplifiée des masses bâties constitutives d’un tissu urbain. Le « plan d'épannelage » étant le document d'urbanisme définissant le zonage des volumes susceptibles d'être construits.